# Ordem da Santa Cruz
A Ordem da Santa Cruz (em latim: Ordo Sanctae Crucis, sigla O.S.C.), comumente chamados de Crúzios, é uma ordem religiosa católica fundada no ano de 1210 pelo Beato Teodoro de Celles. O nome Crúzios deriva do francês Croises. Na Inglaterra medieval, Crúzios eram conhecidos como frades Crutched (cruzados) e a designação refere-se à cruz do brasão da Ordem. Atualmente os Padres Crúzios são conhecidos formalmente com o título de Cônegos Regulares da Ordem da Santa Cruz (em latim: Canonici Regulares Ordinis Sanctae Crucis).
Uma marca visível da Ordem da Santa Cruz é a existência de uma cruz vermelha e branca usada no hábito religioso dos seus membros.
A sua festa principal é a Exaltação da Santa Cruz.

## História da Ordem
Segundo a tradição, Teodoro participou numa das cruzadas para a retomada da cidade santa de Jerusalém, motivo que o fez tomar mais contato com devoção à Cruz de Cristo. Teodoro, que era cônego na Catedral de Liége, retirou-se com mais outros amigos e inicia uma experiência de vida mais radical, baseada nos valores evangélicos, na vida fraterna e na vida de oração em comum.

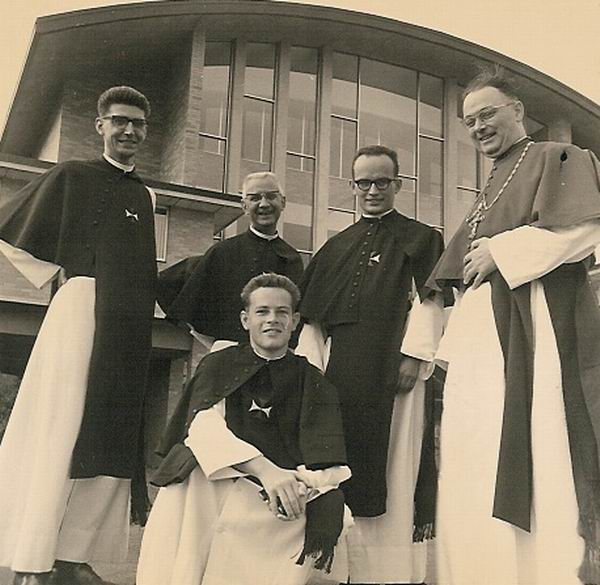
Padres e frades Crúzios em 1964.

A História da Ordem da Santa Cruz está dividida em três períodos. No primeiro período, na Idade Média, a Ordem teve um grande crescimento. Teodoro e quatro amigos de Liège, na Bélgica, formaram uma comunidade perto da cidade de Huy. Eles não tinham a ideia de estabelecer uma ordem religiosa. Sua missão era uma vida de oração litúrgica e pastoral, seguindo a tradição canônica e não uma vida de clausura monástica. Foi, por isso, adotada a Regra de Santo Agostinho. Em pouco tempo, outras comunidades foram criadas por toda a Europa. Os Crúzios trabalhavam no acolhimento e hospedagem de peregrinos. Foram fundados conventos na França (Paris e Toulouse), na região da atual Alemanha (Colônia), e na Inglaterra (Londres), assim como nos Países Baixos.
O segundo período da história da Ordem foi antecedido por uma reformulação iniciada no Capítulo Geral de 1410, com influências de um movimento chamado a devotio moderna, que foi liderada pelo convento de Santa Ágata, na Holanda. Enquanto a casa em Huy continuou como casa-mãe da ordem, Santa Ágata se tornou o centro espiritual. O núcleo dos Crúzios, na Alemanha e nos Países Baixos foi profundamente afetado pela Reforma Protestante. Por ordem de Henrique VIII, todas as casas na Inglaterra foram fechadas. E no final do século dezoito, com a Revolução Francesa e as reformas napoleônicas o número de crúzios se reduziu ainda mais.
No início de 1800, apenas dois conventos permaneceram, Santa Ágata e outro em Uden, os dois na Holanda. Em 1840, a Ordem possuía apenas quatro membros que eram idosos, pois as autoridades os tinham proibido de aceitar novos membros.
Em 1840, quando a lei que proibia a aceitação de novos membros foi revogada, um número muito grande de membros ingressaram na Ordem, alguns dos quais eram sacerdotes diocesanos que sentiam vocação à vida religiosa. Então começaram a se restabelecer casas na Bélgica e na Holanda e até mesmo em terras missionárias. Depois de setecentos anos de história, a Ordem enviou missionários além da Europa. Comunidades foram criadas nos Estados Unidos, Indonésia, Congo, e em 1934 no Brasil. No final de 2005, a ordem possuía 443 religiosos (288 sacerdotes), residentes em 61 casas.

## Os 23 mártires Crúzios noCongo(1964-1965)

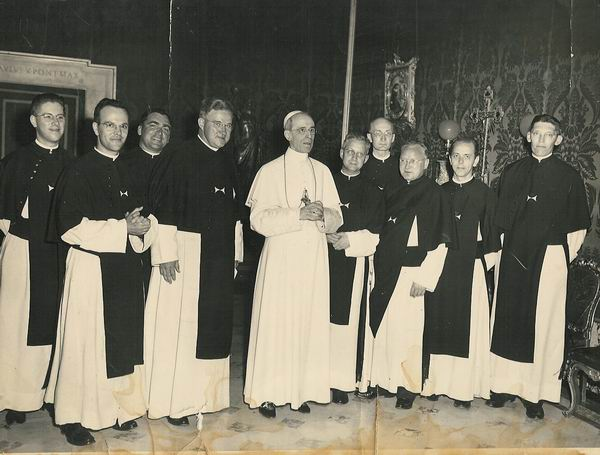
Crúzios com o Papa Pio XII durante uma audiência na Cidade do Vaticano.

Em 30 de maio de todos os anos, os Crúzios celebram o aniversário de morte de 23 confrades belgas, brutalmente assassinados por rebeldes Simba. Dois foram mortos em Dakwa em novembro de 1964, e 21 em Buta em 30 de maio de 1965. 
Os crúzios mortos em Buta foram mantidos reféns por nove meses antes de suas mortes. De acordo com um relato do martírio por Fr. Latin, "eles estavam descalços, sem os seus hábitos religiosos e eram tratados muito rudemente". Uma enfermeira do hospital de frente para a prisão, testemunhou perante o capelão do exército, que os missionários estavam alinhados em fileiras a 300 metros da delegacia, na margem direita do Rio Rubi e que, em meio a gritos infernais, foram massacrados com lanças, paus e facões. Aqueles que mostraram qualquer sinal de vida receberam um golpe final mortal. Após a morte, foram jogados no Rio Rubi, e nada mais foi encontrado.

## Carisma
Os Crúzios são uma comunidade cristã, em que os membros que consagram sua vidas para a vivência dos valores do Evangelho. Seu carisma se estabelece em três pilares:
- Vida em comunidade monástica
- Liturgia
- Serviço

## Constituição
Os Crúzios são regidos pela Constituição dos Cônegos Regulares da Ordem da Santa Cruz e pela Regra de Santo Agostinho.
Os princípios essenciais da Regra de Santo Agostinho são:

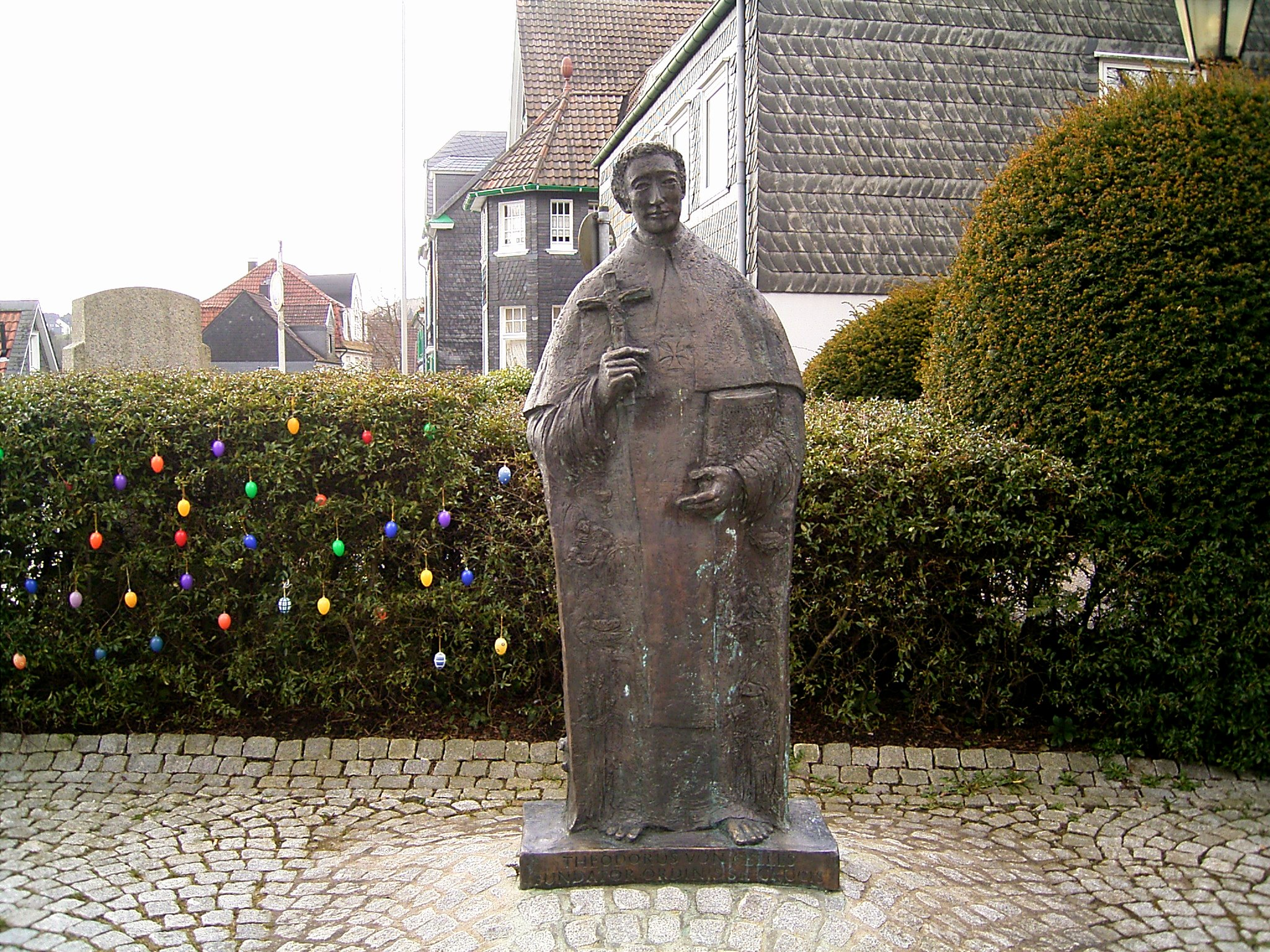
Estátua do BeatoTeodoro de Celles, fundador dos Crúzios na cidade de Wuppertal, Alemanha

A  Pobreza, Castidade, Obediência, o desapego do mundo, a repartição do trabalho, o dever mútuo de superiores e irmãos, caridade fraterna, a oração, a abstinência comum e proporcional à força do indivíduo, o cuidado dos doentes, o silêncio, a leitura e a vida em fraternidade.

## Patronos
- Santo Agostinho - Pai espiritual da Ordem
- Santa Odília - Padroeira da Ordem
- Santa Helena - Patrona da Ordem
- Beato Teodoro de Celles - Fundador da Ordem

## Conventos Crúzios com artigos na Wikipédia
- Mosteiro Ter Apel, nos Países Baixos
- São Jorge em Velabro, em Roma

## No Brasil

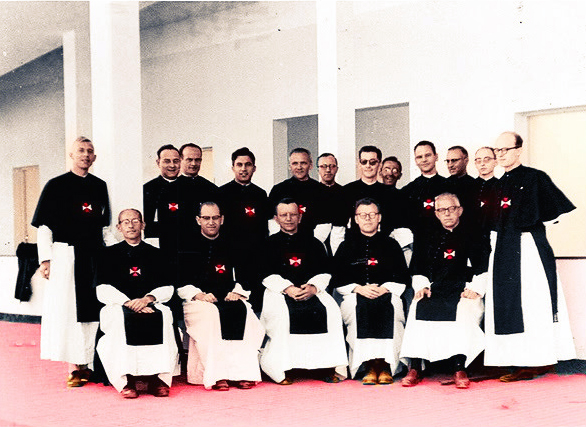
Padres missionários crúzios da Holanda, no Colégio Dom Cabral, Campo Belo, Minas Gerais.

No Brasil, os missionários Crúzios desembarcaram em Belém do Pará, onde encontraram muitos desafios, incluindo doenças e a morte de um membro da comunidade. Fundaram a paróquia da Santa Cruz em Belém, e em 1948 foram para o sudeste do Brasil. Com o grande número de crúzios na Holanda, fundaram comunidades nas cidades de Juiz de Fora, Belo Horizonte, Campo Belo, Leopoldina, Miracema e Rio de Janeiro. Hoje depois de 75 anos no Brasil, com algumas novas vocações, no Brasil estão presentes apenas em Campo Belo e Belo Horizonte.